# Susie Gibson
Susan Elizabeth « Susie » Gibson (née Potts ; 31 octobre 1890 (déclarée 1889) – 16 février 2006) était une supercentenaire américaine et la troisième personne la plus âgée du monde à sa mort, dont l'âge a été validé par le Groupe de recherche en gérontologie (GRG). Elle compte actuellement parmi les 40 personnes les plus âgées de tous les temps. De plus, Susie était plus âgée que plusieurs « personnes les plus âgées du monde ». Maria Capovilla, Elizabeth Bolden et Bettie Wilson ont marqué ensemble seulement la deuxième fois que quatre personnes de plus de 115 ans étaient encore en vie en même temps en 2005-2006 (la première fois en 1997-1998). Outre son âge, Susie était en excellente forme physique, capable d'être interviewée par NBC et d'autres chaînes, et demeurait mentalement en pleine forme jusqu'à ses derniers mois. Contrairement à celles confinées en maison de retraite, Susie allait régulièrement au restaurant O'Charley's, même jusqu'à l'âge de 115 ans.

## Biographie
Susie Gibson est née Susan Elizabeth Potts à Corinth, dans le Mississippi, aux États-Unis. Le plus ancien document connu, le recensement de 1900, la mentionne comme née en 1890, tout comme celui de 1920. Son dossier de sécurité sociale, quant à lui, la mentionne comme née en 1889.
Susie Potts a épousé James W. Gibson en 1915 et ils ont déménagé dans le nord-ouest de l'Alabama, s'installant à Sheffield. Il est décédé en 1955, et son fils unique, James Jr., est décédé en 1987, à l'âge de 70 ans. À cette époque, Susie avait déjà 96 ans et vivait seule (bien qu'elle ait laissé des petits-enfants).
Susie a vécu seule jusqu'à l'âge de 104 ans, puis a emménagé dans une maison de retraite à Tuscumbia, en Alabama. Dix ans plus tard, à 114 ans, elle était l'une des personnes les plus âgées du monde. En novembre 2004, Susie a été interviewée, à 114 ans, et a pu parler plus d'une heure, se souvenant notamment du naufrage du Titanic en 1912, ou des calèches qui s'enlisaient. Susie se souvenait également d'avoir trouvé des boules de minié le long des ruisseaux près de l'ancien champ de bataille de Shiloh. En octobre 2005, Susie a été interviewée à nouveau pour son 115e anniversaire, cette fois pour NBC News.

## Records de longévité
En novembre 2004, Susie n'était encore que septième au classement des personnes les plus âgées du monde, alors que la Néerlandaise Hendrikje van Andel-Schipper avait remporté le titre mondial le 29 mai 2004 à seulement 113 ans et 335 jours. Susie prétendait avoir un an de plus, mais les archives familiales n'ont pas permis d'étayer cette affirmation.
En avril 2005, Susie Gibson est passée à la cinquième place des personnes les plus âgées du monde après le décès d'Emma Verona Johnston (6 août 1890 - 1er décembre 2004), originaire de l'Ohio, et d'Anne Primout (5 octobre 1890 - 26 mars 2005), originaire de France, alors reconnues comme les personnes les plus âgées, et est ainsi entrée dans le top 40 des personnes les plus âgées de tous les temps. Le décès d'Ura Koyama, du Japon (30 août 1890 – 5 avril 2005), a temporairement propulsé Susie à la 4e place du classement mondial. Cependant, la confirmation ultérieure de son ascendance sur sa compatriote américaine Elizabeth Bolden, le 28 avril 2005, l'a une fois de plus reléguée à la cinquième place.
Elle est remontée à la quatrième place le 25 juillet 2005 avec le décès de Maria do Couto Maia-Lopes, du Portugal. Le 30 août 2005, Hendrikje van Andel-Schipper (alors la personne la plus âgée du monde) est décédée, propulsant Susie à la troisième place du classement mondial (mais toujours seulement aux États-Unis). Les États-Unis (comme le Japon de décembre 2002 à septembre 2003) se trouvaient désormais dans la situation plutôt rare de compter parmi les trois personnes les plus âgées du monde. La situation a cependant changé le 9 décembre 2005, lorsque le Livre Guinness des records a reconnu Maria Capovilla, équatorienne âgée de 116 ans, comme la doyenne en vie. Susie a de nouveau été rétrogradée à la quatrième place. 
Le 13 février 2006, le décès de sa compatriote Bettie Wilson lui a permis de remonter brièvement à la troisième place. Susie Gibson est décédée moins de 72 heures plus tard, à Tuscumbia en Alabama, aux premières heures du 16 février 2006, à l'âge de 115 ans et 108 jours.